# 小行星10303
小行星10303（10303 Fréret）是一颗绕太阳运转的小行星，为主小行星带小行星。该小行星于1989年9月2日发现。

## 轨道参数
小行星10303的轨道半长轴为2.3784613 UA，离心率为0.244。